# Sバーン
Sバーン（エスバーン、S-Bahn）は、ドイツ語圏において、各国の国有鉄道、国営鉄道、またはこれに準ずる公的機関などが運行している都市内・都市近郊鉄道のことであり、地上鉄道の形態を指す。
都市高速鉄道や英語のラピッド・トランジット（→ドイツ語: Schnellbahn）のうち地下鉄以外の都市鉄道に相当する。元々はベルリンの東西を走行する高架軌道シュタットバーン Stadtbahn （"Stadt"は英語の"city"にあたる）を走行する列車のことを指した。
またドイツ語においてはドイツ語圏以外にある同種の鉄道をS-Bahnと呼ぶことがある。近年ドイツやスイスでは中小規模の都市において、第三セクター鉄道等が近郊列車をSバーンと称して運行する例も見られる。なお、Sバーンは必ずしも電車だけで運転されるものではなく、都市や路線によっては、気動車や客車が使用される場合もある。
|  |  |  |  |  |

## ドイツ

ドイツのSバーン路線（緑色）およびトラム・トレイン路線（黄緑色）。隣接するオーストリア・ザルツブルクとスイス・バーゼルも記載されている

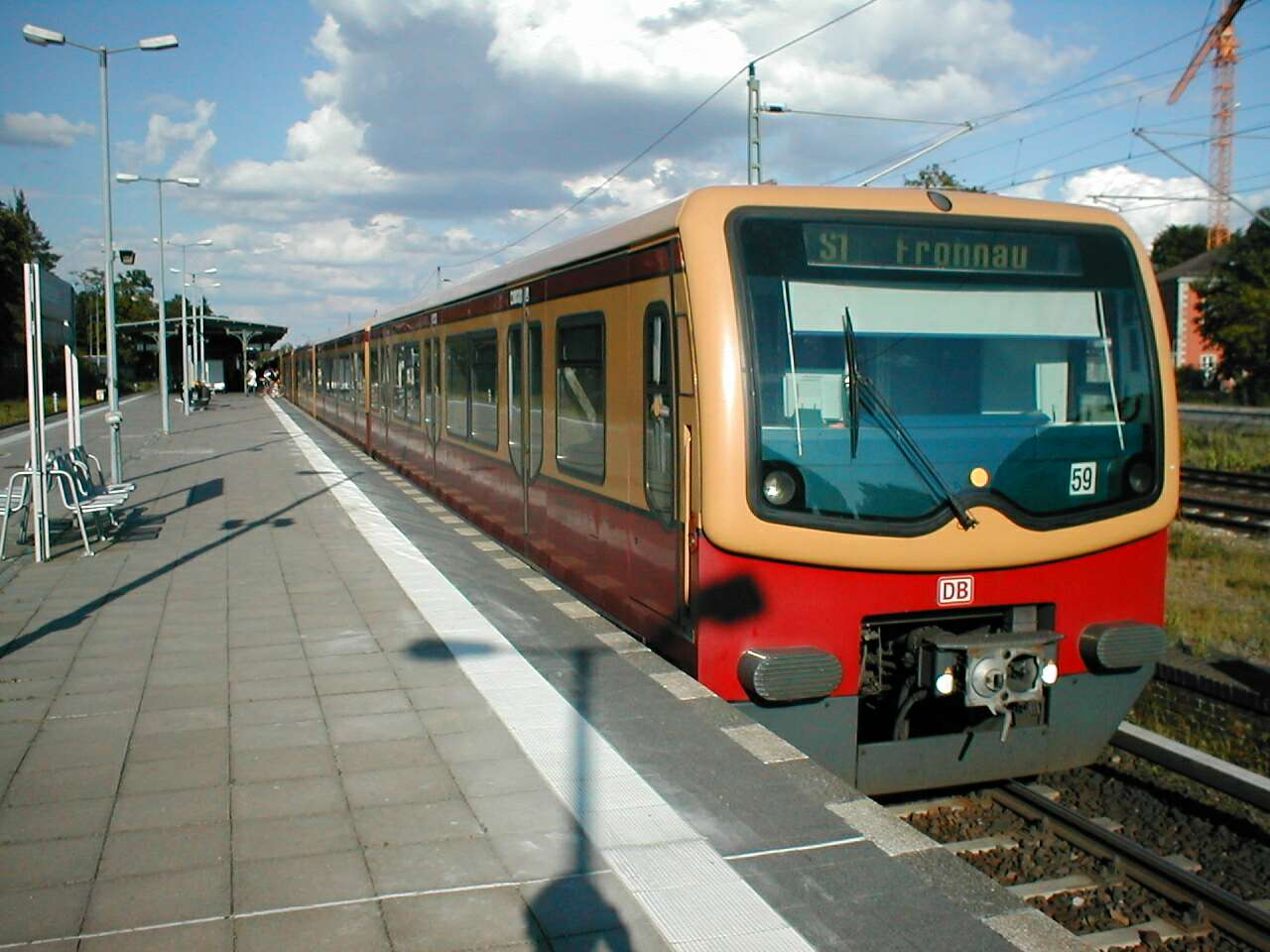
ベルリンSバーンの481形

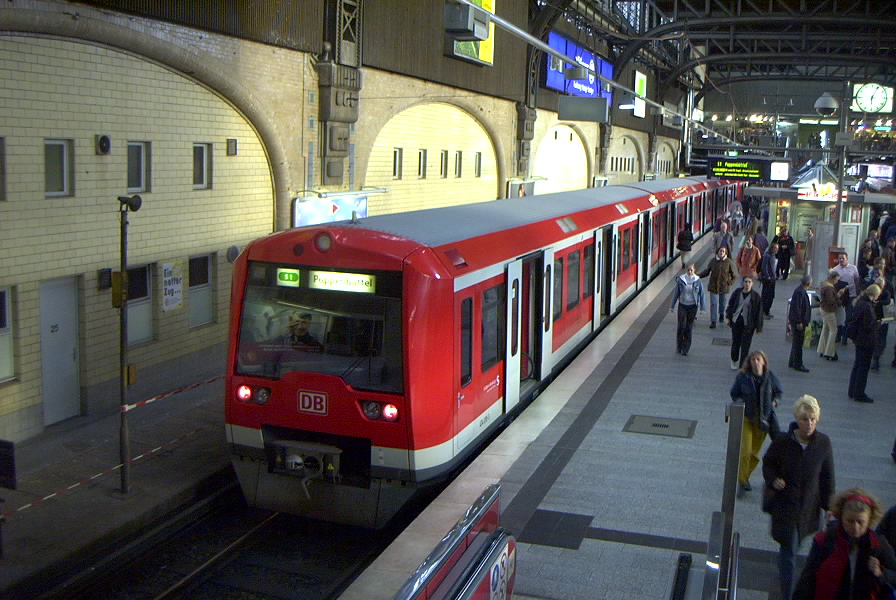
ハンブルクSバーンの474型
ハンブルク中央駅

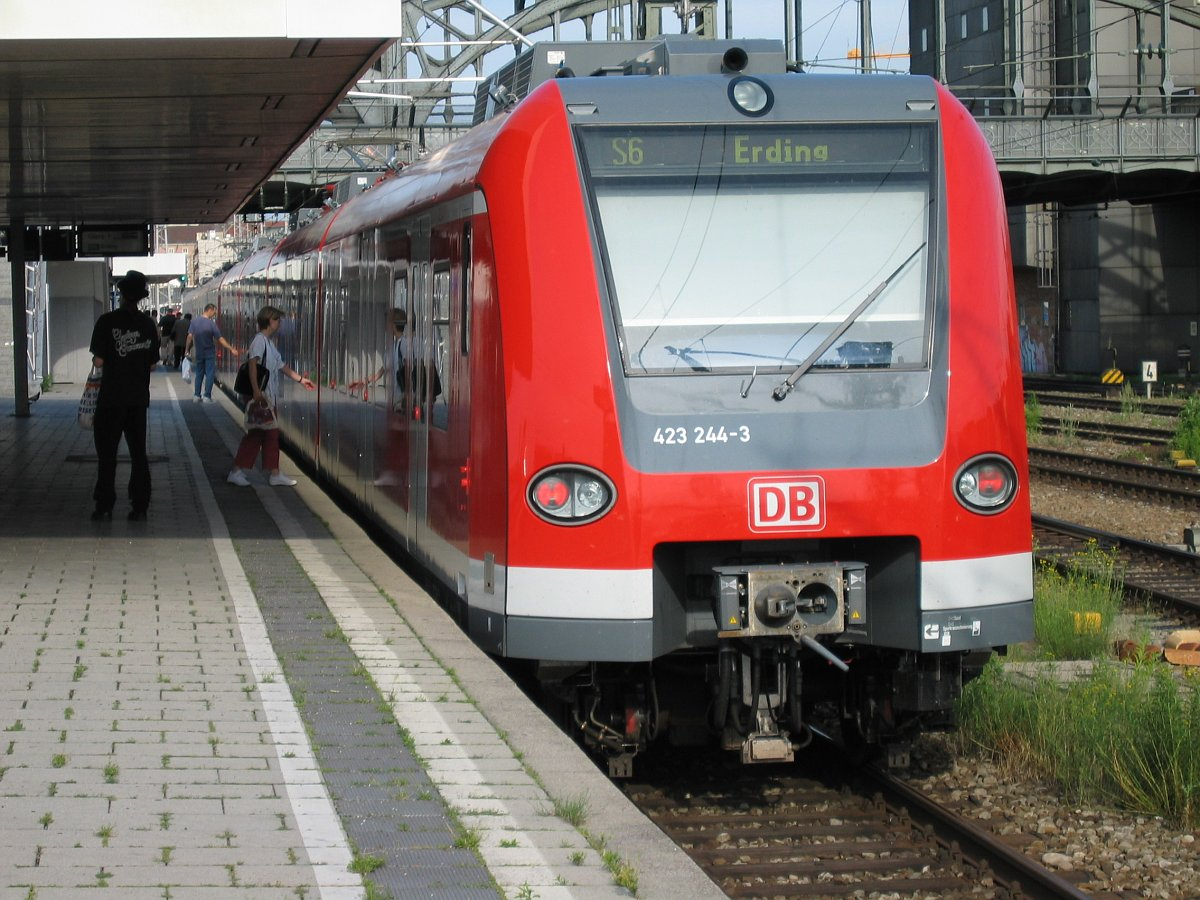
ミュンヘンSバーンの423形

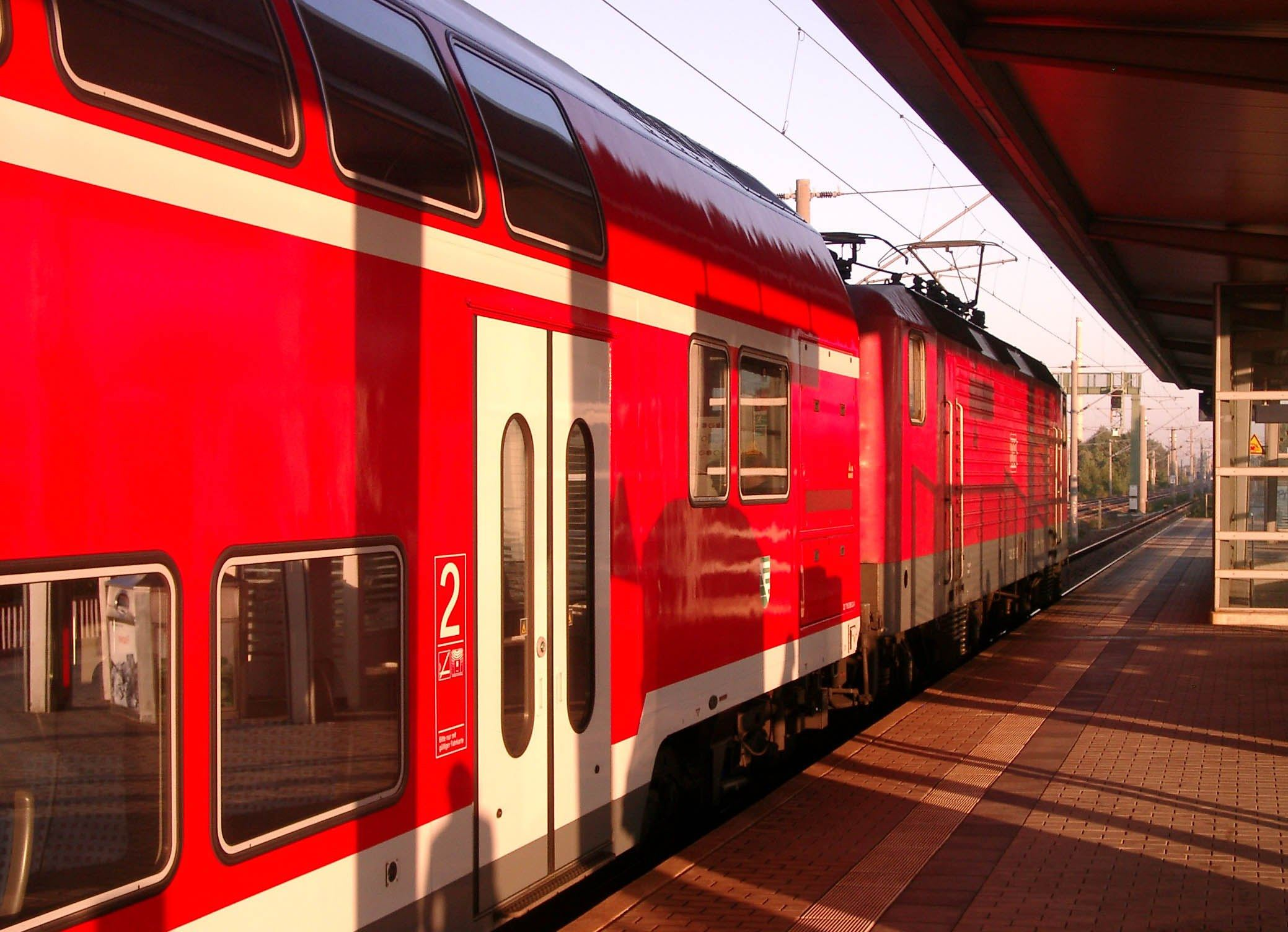
ドレスデンSバーンの2階建て客車と143形機関車

ドイツ鉄道（DB）の関連会社によって運営されているものと、第3セクターなどで運営される通勤・近郊列車にSバーンの名を冠したものに大別される。

### ドイツ鉄道の関連会社運営
ドイツ鉄道の地域輸送会社・子会社などで運営されるSバーンには、以下がある。ベルリンとハンブルクはDBの子会社、その他はDBの地域輸送会社による運営となっている。
Sバーンは各都市の地域交通を統括する運輸連合 に加盟しており、各運輸連合に所属する交通機関（Sバーン、地下鉄、バスなど）の間で運賃体系が共通化されている。
| 名称                      | 主要都市                                 | 運輸連合      | 開業年 | 路線数 | 総延長 |
| ------------------------- | ---------------------------------------- | ------------- | ------ | ------ | ------ |
| ベルリンSバーン           | ベルリン                                 | VBB           | 1924年 | 16系統 | 335 km |
| ドレスデンSバーン         | ドレスデン                               | VVO           | 1992年 | 4系統  | 166 km |
| ハンブルクSバーン         | ハンブルク                               | HVV           | 1934年 | 6系統  | 144 km |
| 中部エルベSバーン         | マクデブルク                             | Marego        | 1974年 | 1系統  | 130 km |
| ミュンヘンSバーン         | ミュンヘン                               | MVV           | 1972年 | 8系統  | 444 km |
| ニュルンベルクSバーン     | ニュルンベルク、バンベルク、アンスバッハ | VGN           | 1987年 | 6系統  | 320 km |
| ライン＝マインSバーン     | フランクフルト、マインツ                 | RMV           | 1978年 | 9系統  | 303 km |
| ライン＝ネッカーSバーン   | マンハイム、カールスルーエ               | VRN、KVV、RNN | 2003年 | 9系統  | 437 km |
| ケルンSバーン             | ケルン、ボン                             | VRS           | 1975年 | 5系統  | 239 km |
| ロストックSバーン         | ロストック                               | VVW           | 1974年 | 3系統  | 91 km  |
| シュトゥットガルトSバーン | シュトゥットガルト                       | VRS           | 1978年 | 6系統  | 215 km |

成立時期により分類した場合、大きく分けて以下の種類がある。
1. 第二次大戦前に第三軌条方式による電化で整備されたもの。ベルリンとハンブルクが該当。
2. 1970年代に西ドイツで整備されたもの。ミュンヘン、ライン＝マイン、シュトゥットガルト、ライン＝ルールが該当。
3. 1970年前後に東ドイツで整備されたもの。ドレスデン、ライプツィヒ・ハレ、マクデブルク、ロストックが該当。
4. 1980年代に西ドイツで整備されたもの。ニュルンベルクが該当。
5. 東西再統一後の2000年代に整備されたもの。ラインネッカーとハノーファーが該当。

第二次大戦前に電車運転を開始したドイツ最初のSバーンであるベルリンと2番目のハンブルクでは、第三軌条方式の直流電化で独立した線路を持ち、車両も両都市圏で専用の電車が使われる。1930年にドイツのSバーンロゴはフリッツ・ローゼン（Fritz Rosen, 1890~1980）がベルリン管理局の注文により考案した。
第二次大戦後に整備されたSバーンは、電化方式もドイツ鉄道標準の交流15000V 16.7Hzの架空電車線方式が採用され、以降の各地のSバーンで採用されている（一部路線は非電化）。一般鉄道と共通の電化方式で最初に開業したライン＝ルール都市圏は、隣接するケルン都市圏と一体化したドイツ最大のSバーン路線網を有する。
1970年代に整備されたミュンヘン、ライン＝マインのフランクフルト、シュトゥットガルトでは、頭端式の中央駅から地下線で都心部を横断して放射状に路線が広がる点が共通している。車両は電車が主体で開業時に420形、1990年代末からは423形が導入されている。2000年代整備されたハノーファーでは主に424形が、ラインネッカーでは425形が使われる。
西ドイツのライン＝ルールとニュルンベルクでは、制御客車と機関車によるプッシュプル運転が採用された。東ドイツの各地で1960年代に整備されたSバーンでは、2階建て客車のプッシュプル列車が導入されている。2000年代以降は電車への置き換えが進み、マグデブルクでは425形、ニュルンベルク、中部ドイツとロストックでは442形「タレント2」が運用される。

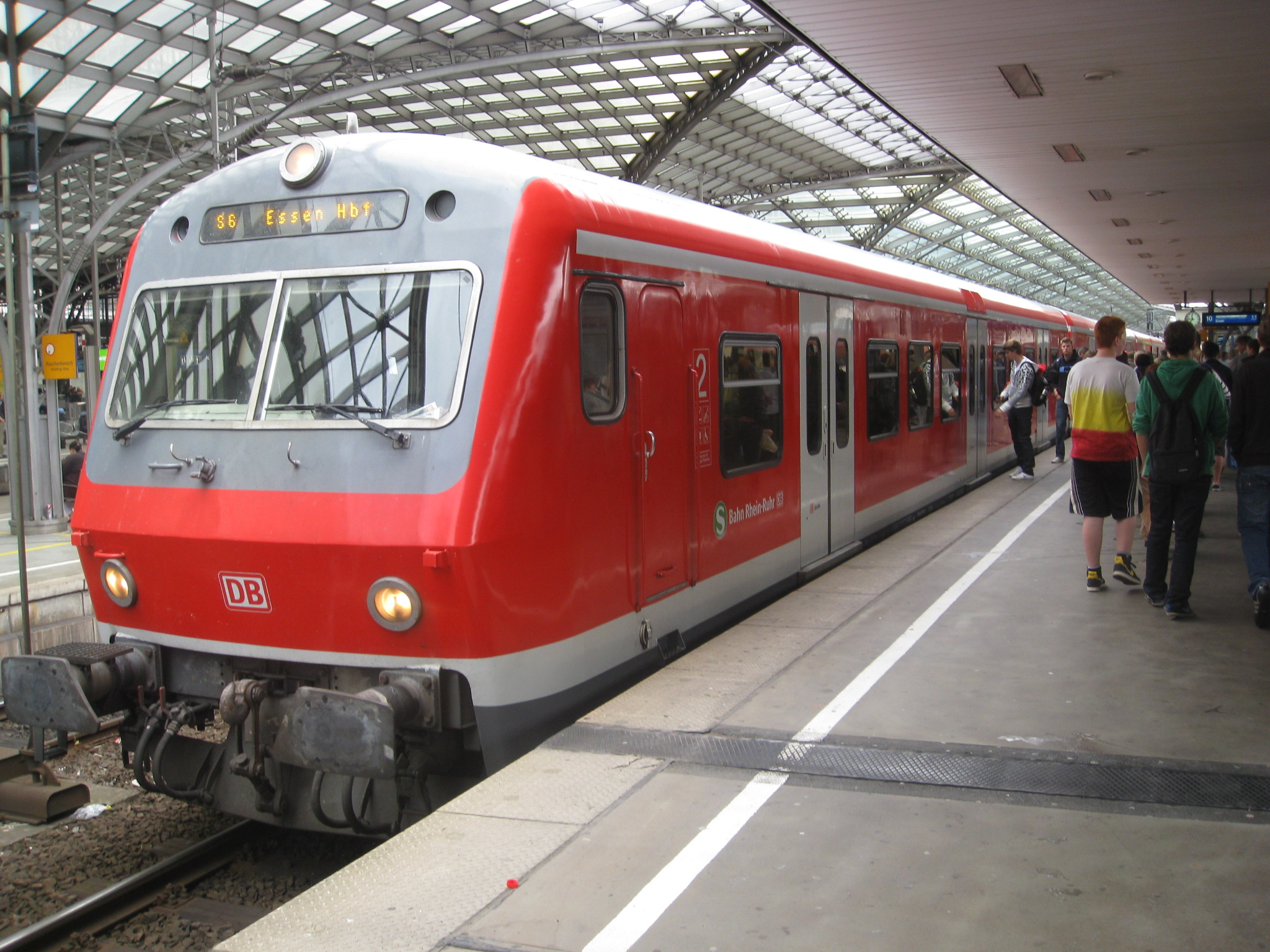
ライン＝ルールSバーンのX-Wagen制御客車（ケルン中央駅）
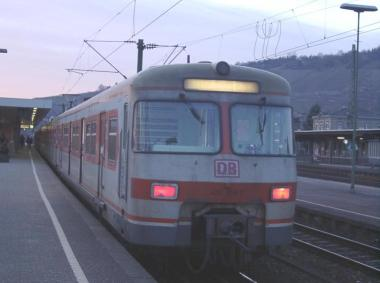
シュトゥットガルトSバーンの420形（グレーにオレンジのオリジナル塗装）
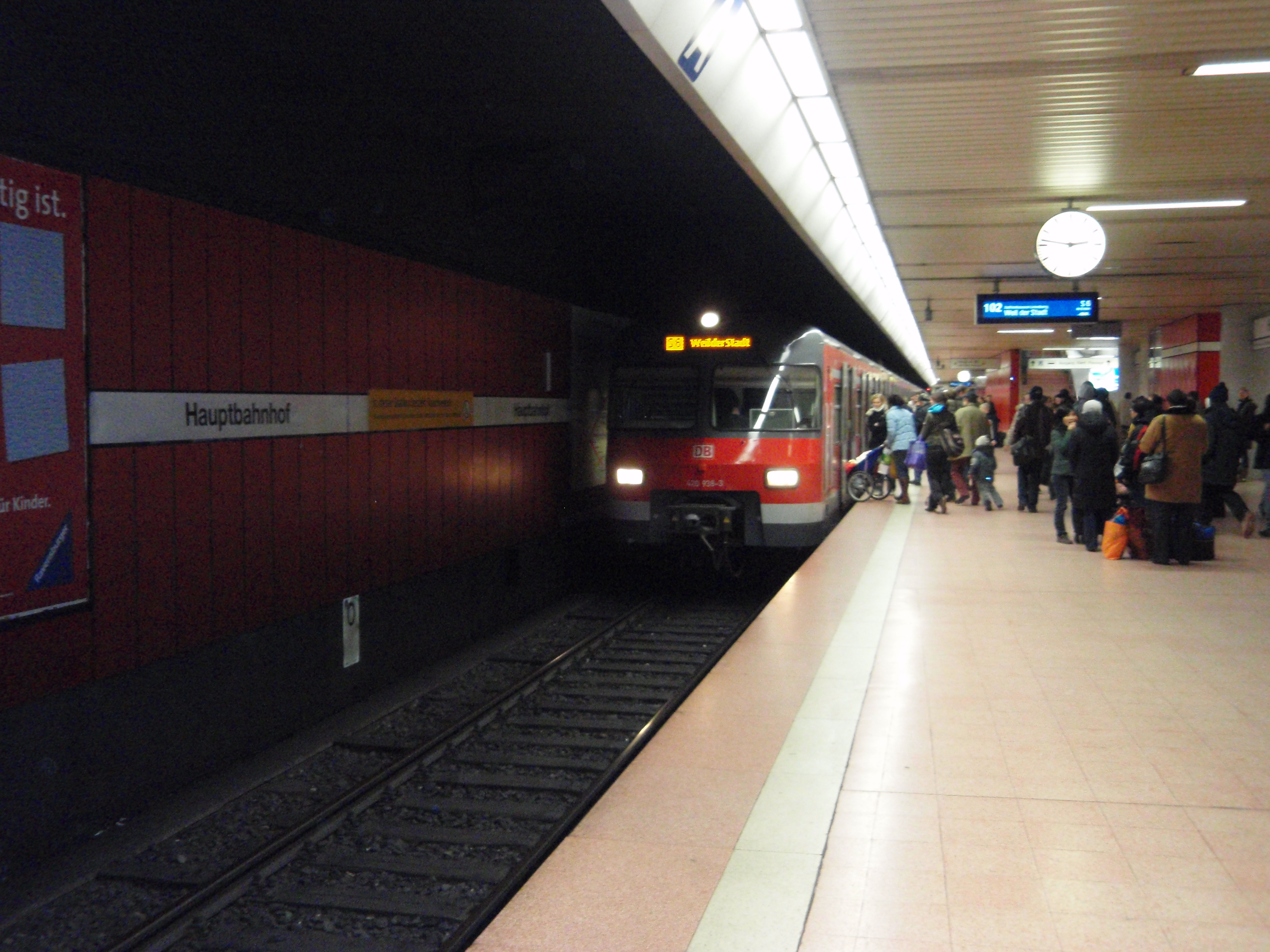
シュトゥットガルト中央駅の地下ホーム

### 第3セクター運営あるいは複数運営者
第三セクター会社によって運行される列車がSバーンと称される例としては、以下がある。
| 名称                  | 主要都市                                               | 運営者                         | 運輸連合 | 開業年 | 路線数 | 総延長 |
| --------------------- | ------------------------------------------------------ | ------------------------------ | -------- | ------ | ------ | ------ |
| オルテナウSバーン     | オッフェンブルク、ストラスブール                       | 南西ドイツ交通会社（SWEG）     | TGO      | 1998年 | 6系統  | 195 km |
| 中部ドイツSバーン     | ライプツィヒ、ハレ                                     | DB、アベリオ・中部ドイツ       | MDV      | 1969年 | 10系統 | 839 km |
| ドナウ＝イラーSバーン | ウルム                                                 | DB、南西ドイツ交通会社（SWEG） | DING     | 2020年 | 7系統  | 242 km |
| ハノーファーSバーン   | ハノーファー、ミンデン、ハーメルン                     | トランスデヴ・ハノーファー     | GVH、WT  | 2000年 | 10系統 | 385 km |
| ブライスガウSバーン   | フライブルク                                           | DB、南西ドイツ交通会社（SWEG） | RVF      | 1997年 | 6系統  | 190 km |
| ブレーメンSバーン     | ブレーメン、オルデンブルク、フェルデン、ローテンブルク | ノルトヴェストバーン           | VBN      | 2010年 | 4系統  | 270 km |
| ライン＝ルールSバーン | デュッセルドルフ、エッセン、ドルトムント               | DB、VIAS、レギオバーン         | VRR      | 1967年 | 11系統 | 475 km |

ブライスガウとオルテナウはSバーンを名乗るものの、実際の運行形態としてはレギオナルバーン（RB）の系統である。このうちプライスガウでは2020年までに路線をSバーンとして整備する「Breisgau-S-Bahn 2020」計画が進行している。また、オーストリアおよびスイスのSバーン路線では国境を通過してドイツ国内に進入する路線も存在する。
車両はブライスガウとオルテナウでシュタッドラー社製のレギオシャトルRS1気動車を使用して、2024年12月現在に電車も運用されている。ブレーメンではコラディア・コンチネンタル電車が使用される。

## オーストリア
オーストリアではオーストリア連邦鉄道（ÖBB）が主に路線網を運営する。また、ザルツブルク、リンツ、グラーツなどで地方鉄道も運営に参加している。

オーストリアのSバーン路線網（赤線はトラムトレイン）

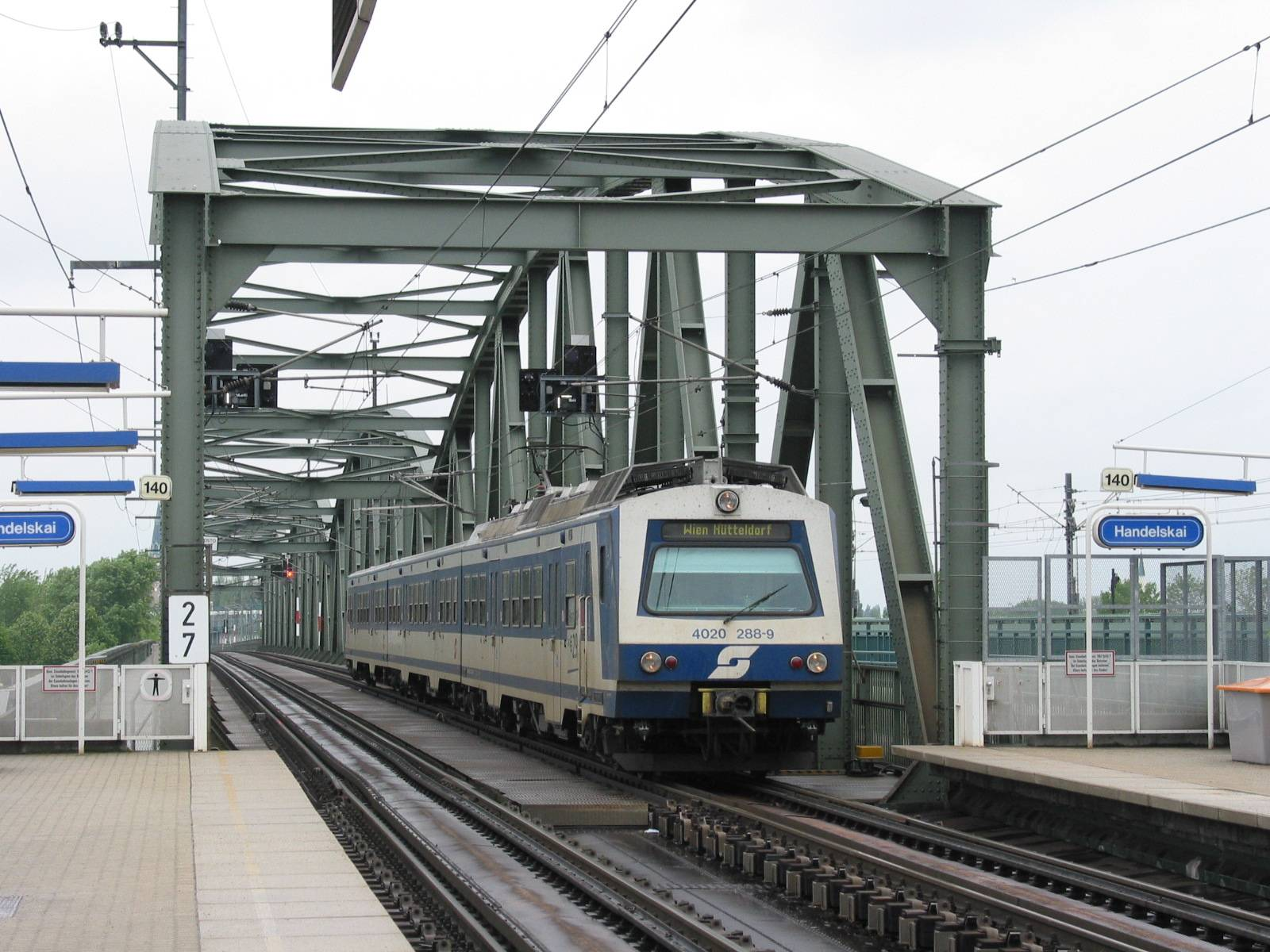
ウィーンSバーンの4020形電車
（ハンデルスカイ駅）

| 名称                      | 主要都市                                                 | 運営者                         | 運輸連合     | 開業年 | 路線数 | 総延長   |
| ------------------------- | -------------------------------------------------------- | ------------------------------ | ------------ | ------ | ------ | -------- |
| 上オーストリアSバーン     | リンツ                                                   | ÖBB、LILO                      | OÖVV         | 2016年 | 5系統  | 約172 km |
| ウィーンSバーン           | ウィーン、ザンクト・ペルテン、ウィーナー・ノイシュタット | ÖBB                            | VOR          | 1962年 | 10系統 |          |
| ケルンテンSバーン         | クラーゲンフルト、フィラッハ                             | ÖBB                            | VVK          | 2010年 | 4系統  | 約325 km |
| ザルツブルクSバーン       | ザルツブルク                                             | ÖBB、ザルツブルク株式会社、BLB | SVV          | 2004年 | 5系統  | 約130 km |
| シュタイアーマルクSバーン | グラーツ、レオーベン                                     | ÖBB、StB、GKB                  | Verbundlinie | 2007年 | 11系統 |          |
| チロルSバーン             | インスブルック                                           | ÖBB、SAD、DB、ZB               | VVT          | 2007年 | 8系統  |          |
| フォアアールベルクSバーン | ブレゲンツ、ブルーデンツ、リンダウ                       | ÖBB、MBS                       | VVV          | 2011年 | 3系統  | 80 km    |

## スイス
スイスではドイツで通用する意味のSバーンはチューリッヒSバーンしかない。他の地域では既存の普通列車路線がSバーンと名乗っている。スイス連邦鉄道だけではなく私設地方鉄道もSバーンの運用に参加している。フランス語圏ではSバーンはRERと表示・翻訳される。

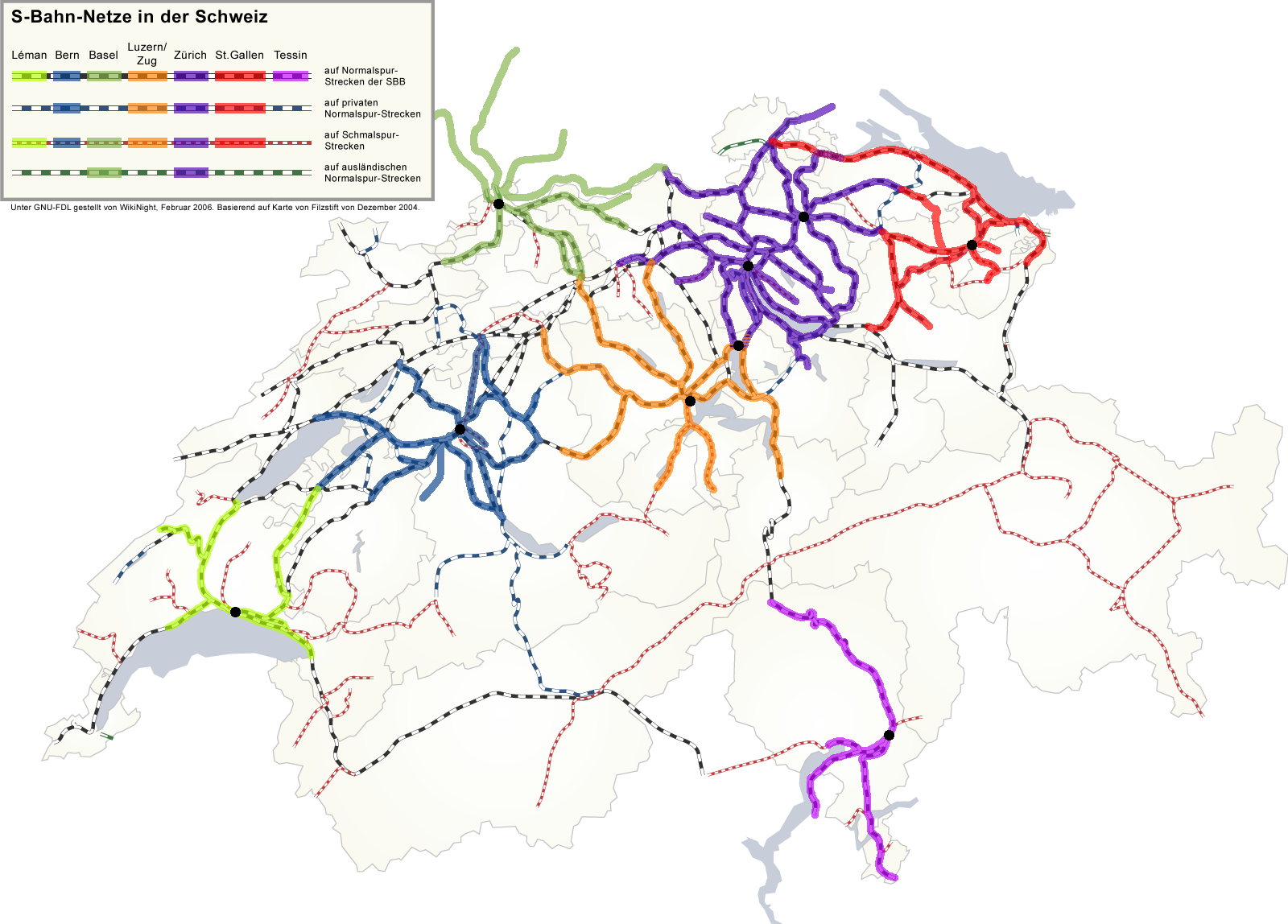
スイスのSバーン路線網

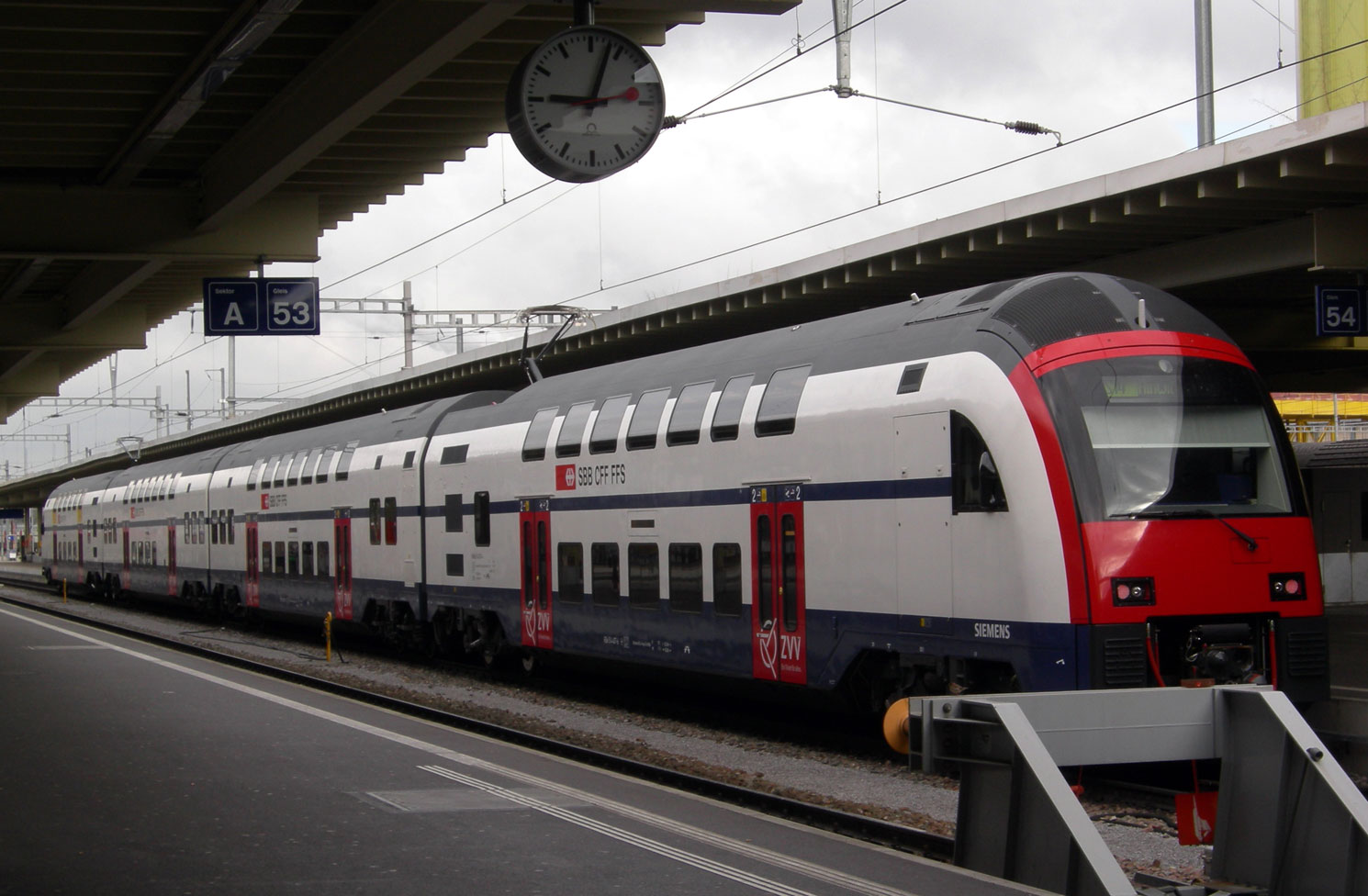
チューリッヒSバーンの2階建て電車

| 名称                    | 主要都市                   | 運輸連合       | 運営者                            | 路線数 | 開業年           |
| ----------------------- | -------------------------- | -------------- | --------------------------------- | ------ | ---------------- |
| アールガウSバーン       | アールガウ州               | A-Welle        | SBB、WSB                          | 7系統  | 2008年           |
| バーゼルSバーン         | バーゼル                   | TNW            | SBB、SBB子会社、TERアルザス       | 5系統  | 1997年           |
| ベルンSバーン           | ベルン                     | Libero         | BLS、ベルン＝ゾロトゥルン地域交通 | 13系統 | (1974年) /1995年 |
| クールSバーン           | クール                     | BÜGA/TransReno | RhB                               | 3系統  | 2005年           |
| RERレマン               | ローザンヌ、ジュネーヴ     | Mobilis        | CFF                               | 7系統  | 2004年           |
| ルツェルンSバーン       | ルツェルン                 | Passepartout   | SBB、BLS、中央鉄道                | 14系統 | 2004年           |
| シャフハウゼンSバーン   | シャフハウゼン             | Ostwind        | SBB、DB                           | 2系統  | 2015年           |
| ザンクト・ガレンSバーン | ザンクト・ガレン           | 同上           | AB、スイス南東鉄道、トゥルボ鉄道  | 22系統 | 2001年           |
| ティチーノSバーン       | ベッリンツォーナ、ルガーノ |                | TILO、FLP                         | 6系統  | 2004年           |
| チューリッヒSバーン     | チューリッヒ               | ZVV            | SBB、THURBO、SOB、SZU、AVA、FB    | 26系統 | 1990年           |
| 通勤電車鉄道ツーク      | ツーク                     | TVZG           | SBB                               | 2系統  | 2004年           |
| RERヴァーレ             | シオン                     |                | CFF/TMR                           | 2系統  | 2012年           |
| RERフリブール           | フリブール                 | Frimobil       | CFF、TPF                          | 7系統  | 2011年           |